# Richard Bradford
Richard Edwin Bradford Jr., auch Dick Bradford (* 10. November 1934 in Tyler, Texas; † 22. März 2016 in Los Angeles, Kalifornien) war ein US-amerikanischer Schauspieler.

## Leben
Richard Bradford besuchte zunächst die Texas A&M University mit einem American-Football-Stipendium, eine Verletzung verhinderte jedoch früh eine mögliche Sportkarriere. Er wechselte an die University of Texas und versuchte sich an einer Karriere im Baseball. Als auch dies scheiterte, zog er nach New York City und studierte dort ab 1957 Schauspiel an den Berghoff Studios; 1962 wechselte er für zwei Jahre zu Lee Strasbergs The Actors Studio. Sein Spielfilmdebüt hatte er 1966 in Arthur Penns Filmdrama Ein Mann wird gejagt; an der Seite von Marlon Brando, Robert Redford und Jane Fonda verkörperte er dabei eine größere Nebenrolle. Bradfords Haar hatte bereits mit 16 Jahren begonnen grau zu werden, und so entwickelte sich sein frühzeitig graues und später schlohweißes Haar zu einer Art Markenzeichen für ihn.
Statt eine Hollywoodkarriere nach seinem Filmdebüt anzustreben, zog er nach Großbritannien, wo er die Hauptrolle in der britischen Agentenserie Der Mann mit dem Koffer erhielt. Zwischen 1967 und 1968 entstand eine Staffel mit 30 Episoden der Serie, die danach eingestellt wurde. Er kehrte in die Vereinigten Staaten zurück, wo er neben Edward G. Robinson eine der Hauptrollen in dem Pilotfilm Um Leben und Tod von Boris Sagal spielte, seine Rolle in der anschließend unter dem Namen Medical Center produzierten Serie aber nicht wieder aufnahm. In der ersten Hälfte der 1970er Jahre war Bradford hauptsächlich in Gastrollen in verschiedenen Fernsehserien wie High Chaparral, Die Waltons und Kojak – Einsatz in Manhattan zu sehen. 
In Arthur Penns Spätwestern Duell am Missouri konnte er 1975 wieder als Filmschauspieler auf sich aufmerksam machen und spielte dabei an der Seite von Jack Nicholson und Marlon Brando. Zwei Jahre später agierte er unter Nicholsons Regie in der Westernkomödie  Der Galgenstrick. 1982 spielte er in Wim Wenders’ erstem Hollywoodfilm Hammett. Ende der 1980er Jahre hatte er eine größere Nebenrolle in Brian De Palmas The Untouchables – Die Unbestechlichen neben Sean Connery und Kevin Costner sowie eine der Hauptrollen in Robert Redfords Filmkomödie Milagro – Der Krieg im Bohnenfeld. Häufig wurde er als Polizeibeamter oder Sheriff besetzt, unter anderem auch in Harlem, N.Y.C. – Der Preis der Macht von Bill Duke. Insgesamt umfasst das filmische Schaffen von Richard Bradford mehr als 80 Film- und Fernsehproduktionen zwischen 1966 und 2005.
Der Schauspieler war Trauzeuge von Jack Nicholson. Er selbst war von 1965 bis 1984 mit der Balletttänzerin Eileen Elliott verheiratet und hatte mit ihr einen Sohn, der auch Richard hieß. Danach war er bis zu seinem Tod in einer langjährigen Beziehung mit der Schauspielerin Millie Perkins. 1986 verwendeten The Smiths ein Foto von Bradford aus seiner Zeit bei Der Mann mit dem Koffer auf dem Cover ihrer Single Panic.

## Filmografie (Auswahl)
- 1966: Ein Mann wird gejagt (The Chase)
- 1966: Rauchende Colts (Gunsmoke, Fernsehserie, 1 Folge)
- 1967–1968: Der Mann mit dem Koffer (Man in a Suitcase, Fernsehserie, 30 Folgen)
- 1970: High Chaparral (The High Chaparral, Fernsehserie, 1 Folge)
- 1973: Die Waltons (The Waltons, Fernsehserie, 1 Folge)
- 1973: Dr. med. Marcus Welby (Marcus Welby, M.D., Fernsehserie, 1 Folge)
- 1973: Mannix (Fernsehserie, 1 Folge)
- 1975: Kojak – Einsatz in Manhattan (Kojak, Fernsehserie, 1 Folge)
- 1976: Duell am Missouri (The Missouri Breaks)
- 1978: Ein Feind des Volkes (An Enemy of the People)
- 1978: Der Galgenstrick (Goin’ South)
- 1979: The Party is over… Die Fortsetzung von American Graffiti (More American Graffiti)
- 1980: Stoßtrupp durch die grüne Hölle (A Rumor of War, Miniserie, 2 Folgen)
- 1982: Vermißt (Missing)
- 1982: Der große Zauber (The Escape Artist)
- 1982: Hart aber herzlich (Hart to Hart, Fernsehserie, 1 Folge)
- 1982: Hammett
- 1982: Der Zocker (Lookin’ to Get Out)
- 1984: Eine Frau kann nicht vergessen (Sweet Revenge, Fernsehfilm)
- 1985: Das mörderische Paradies (The Mean Season)
- 1985: Zeit der Vergeltung (The Legend of Billie Jean)
- 1985: Das As im Ärmel (Badge of the Assassin, Fernsehfilm)
- 1985: A Trip to Bountiful – Reise ins Glück (The Trip to Bountiful)
- 1986: Letzte Ruhe (Resting Place, Fernsehfilm)
- 1986–1988: Cagney & Lacey (Fernsehserie, 3 Folgen)
- 1987: Amerika (Miniserie, 6 Folgen)
- 1987: The Untouchables – Die Unbestechlichen (The Untouchables)
- 1988: Mord ist ihr Hobby (Murder, She Wrote, Fernsehserie, 1 Folge)
- 1988: Milagro – Der Krieg im Bohnenfeld (The Milagro Beanfield War)
- 1988: Little Nikita
- 1988: The Last Song (Permanent Record)
- 1988: Sunset – Dämmerung in Hollywood (Sunset)
- 1988: Günstlinge der Hölle (Günstling der Hölle, Miniserie)
- 1989: Der Nachtfalke (Midnight Caller, Fernsehserie, 2 Folgen)
- 1989: Brennender Haß (Heart of Dixie)
- 1990: Internal Affairs – Trau’ ihm, er ist ein Cop (Internal Affairs)
- 1991: Stunden der Angst (Bump in the Night, Fernsehfilm)
- 1992: Dr. Giggles
- 1993: Arctic Blue
- 1994: Time Trax – Zurück in die Zukunft (Time Trax, Fernsehserie, 1 Folge)
- 1994: When a Man Loves a Woman – Eine fast perfekte Liebe (When a Man Loves a Woman)
- 1994: Earth 2 (Fernsehserie, 3 Folgen)
- 1995: Unter Anklage – Der Fall McMartin (Indictment: The McMartin Trial, Fernsehfilm)
- 1995: Different Minds – Feindliche Brüder (Steal Big Steal Little)
- 1995: Crossing Guard – Es geschah auf offener Straße (The Crossing Guard)
- 1995: Cagney & Lacey: Wer im Glashaus sitzt… (Cagney & Lacey: The View Through the Glass Ceiling, Fernsehfilm)
- 1996: Die Kammer (The Chamber)
- 1997: Harlem, N.Y.C. – Der Preis der Macht (Hoodlum)
- 1998: Ticket to Love (Just the Ticket)
- 1998: Anne Rice: Im Angesicht von Gut und Böse (Im Angesicht von Gut und Böse, Fernsehfilm)
- 1999: Immer wieder Fitz (Cracker, Fernsehserie, 1 Folge)
- 2001: Ein Mann für geheime Stunden (The Man from Elysian Fields)
- 2005: The Lost City